# Tokodi Dávid
Tokodi Dávid (1991. május 3. –) a Ferencvárosi Torna Club atlétája, 50 km-en magyar bajnok és válogatott gyalogló és (2023 Szeptember 1.-je óta) testnevelés oktató.

## Sikerei
Négyszeres Budapest Bajnok gyaloglásban. 2006-tól számos külföldi nemzetközi versenyen (Svájc, Ausztria, Ukrajna) elért 1., 2., 3. helyezések.
2012-ben a Budapest Honvéd Sport Egyesület „Év atlétájának” választották.

## Főbb eredményei

### 2019. évben
- Dudince, OB 50 km 3. helyezés

### 2016. évben
- IAAF World Race Walking Team Championships - Rome (ITA), 31. helyezésre érkezett, de a végső eredménye 30. helyezés 50 km-en (4:17:22) egyéniben a 66 fős mezőnyből.[1][2][3][4]
- Dudincében (Gyügy) 50km-es Magyar Bajnokságon 4. helyezés

### 2015. évben
- Sérült volt

### 2014. évben
- Dudince, OB 50 km magyar bajnok
- Dudince, OB 50 km csapatban magyar bajnok
- Békéscsaba, OB 20 km csapatban magyar bajnok

### 2013. évben
- Fedett pálya, felnőtt 5 km-en 3. helyezés
- Szlovákiai OB (Dudince) 50 km felnőtt 2. helyezés
- Szlovákiai OB U23-as 35 km 2. helyezés
- Szlovákiai OB 50 km felnőtt csapat 1. helyezés
- Békéscsaba felnőtt 20 km OB 3. helyezés
- Békéscsaba felnőtt 20 km OB csapat 1. helyezés
- Békéscsaba felnőtt 20 km OB U23-as 2. hely (kvalifikálta magát az  Európa+kupára, amely Szlovákiában, Dudincében volt)
- Bécs osztrák bajnok 30 és 50 km-en

### 2012. évben
- U23-as 35 km OB Szlovákia (Dudince) 1. helyezés Magyar Bajnok
- Borsky Mikulas Szlovákia 20 km gyaloglás 1. helyezés
- Békéscsaba U23-as OB 20 km 2. helyezés
- Békéscsaba 20 km gyaloglás csapat 1. helyezés
- Pernic 10 km gyaloglás 2. helyezés
- Müggendorfi Ausztria hegyi gyaloglás 6 km-es 1. helyezés, pályacsúcs
- 2012 Budapest Honvéd Sport Egyesület Év atlétája